# Jozef Šagát
Jozef Šagát (30. ledna 1945 – 1. března 2016) byl slovenský a československý politik Komunistické strany Slovenska a poslanec Sněmovny národů Federálního shromáždění za normalizace.

## Biografie
K roku 1986 se profesně uvádí jako hlavní ekonom JZD.
Ve volbách roku 1986 zasedl za KSS do slovenské části Sněmovny národů (volební obvod č. 120 - Handlová, Středoslovenský kraj). Ve Federálním shromáždění setrval do konce funkčního období, tedy do voleb roku 1990. Netýkal se ho proces kooptací do Federálního shromáždění po sametové revoluci.